# Groovin' Live
Groovin' Live è un album live di Red Garland, pubblicato dalla Alfa Jazz Records nel 1974. Il disco fu registrato dal vivo nei giorni: 7, 8, 11 & 12 marzo del 1974 al Keystone Korner di San Francisco in California (Stati Uniti).

## Tracce
1. Autumn Leaves – 8:46 (Joseph Kosma, Jacques Prevert, Johnny Mercer)
2. Will You Still Be Mine – 11:59 (Matt Dennis, Tom Adair)
3. Satin Doll – 11:40 (Duke Ellington, Billy Strayhorn, Johnny Mercer)
4. You Stepped Out of a Dream – 11:31 (Nacio Herb Brown, Gus Kahn)
5. Violets for Your Furs – 10:41 (Matt Dennis, Tom Adair)
6. C Jam Blues – 8:00 (Duke Ellington)
7. It's All Right with Me – 11:59 (Cole Porter)
8. On a Clear Day (You Can See Forever) – 8:26 (Burton Lane, Alan Jay Lerner)
9. My Funny Valentine – 7:52 (Richard Rodgers, Lorenz Hart)
10. Just Squeeze Me – 9:32 (Duke Ellington, Lee Gaines)
11. Here's That Rainy Day – 10:30 (Jimmy Van Heusen, Johnny Burke)
12. Love for Sale – 16:28 (Cole Porter)

## Musicisti
- Red Garland - pianoforte
- James Leary - contrabbasso
- Eddie Marshall - batteria